# Paul Antoine Bérard
Pour les articles homonymes, voir Bérard.
Paul Antoine Bérard, aussi appelé Paul Bérard, et Paul Berard, né le 10 mai 1833 à Paris et mort le 31 mars 1905 dans cette même ville, est un mécène et collectionneur des impressionnistes, principalement d’Auguste Renoir.

## Biographie

### Famille

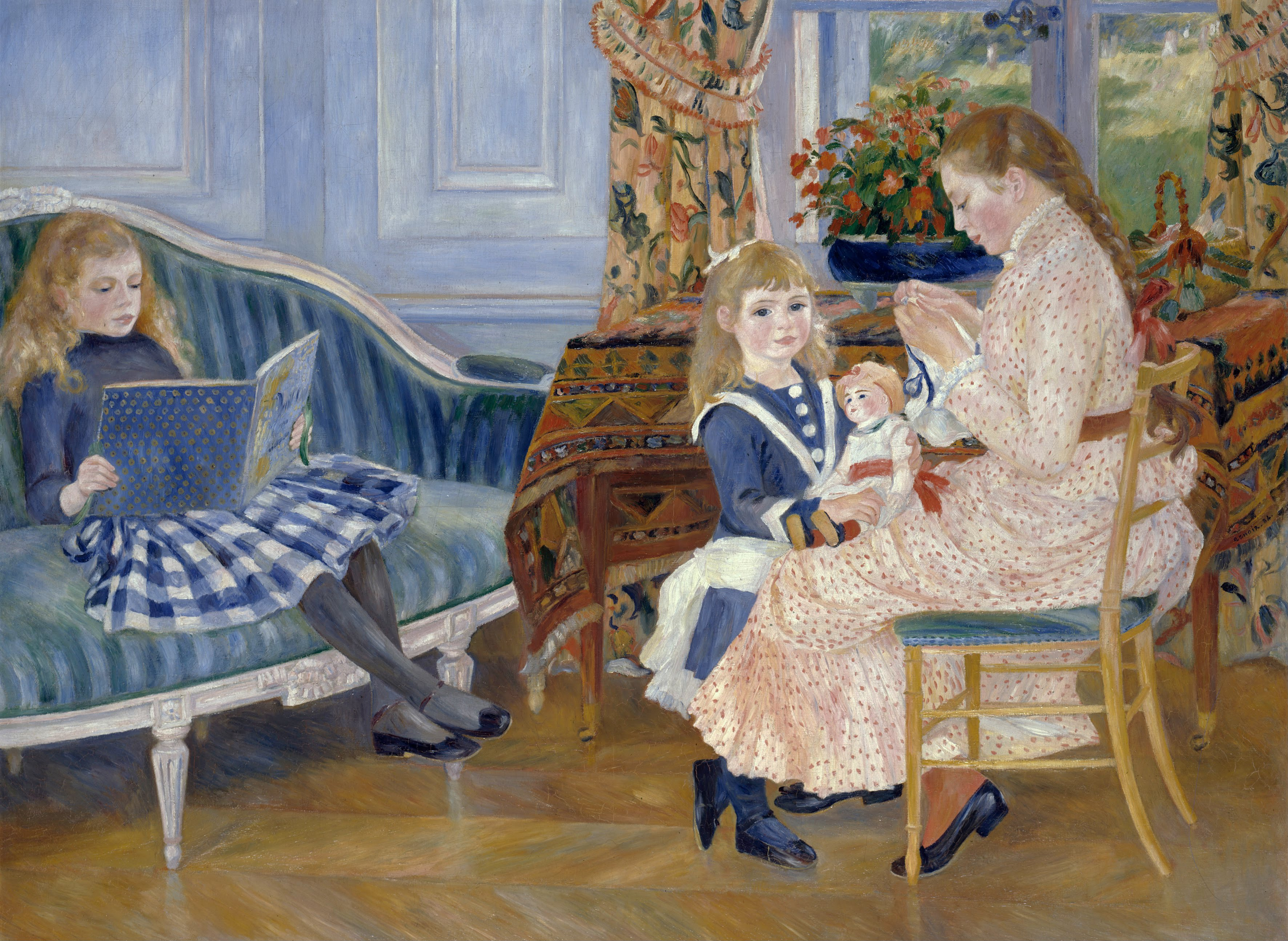
L'après-midi des enfants à Wargemont, 1884, par Renoir, à la Alte Nationalgalerie figurant Marthe (1870 - 1946) cousant, Marguerite (1874 - 1956) en train de lire un livre et Lucie (1880 - 1977) juste devant sa soeur

Paul Bérard est le petit-fils d’Alexandre Florent Joseph d'Haubersart, Pair de France.
Lucie Bérard, fille de Paul Bérard, est la mère d'André Pieyre de Mandiargues né après la mort de son grand-père.

### Vie
Il partage l’essentiel de son temps entre Paris où il est domicilié 20 rue Pigalle, hôtel particulier Empire aujourd’hui disparu et la Normandie au Château de Wargemont, entré dans sa famille par Philippe-Antoine Merlin de Douai.
En 1870, durant la guerre Franco-Prussienne, Paul Bérard et son frère Édouard s’engagent au 116e Bataillon de la Garde nationale qui assurait la garde aux fortifications de la ville de Paris.
Tout en appartenant par tradition à la bourgeoisie d’affaires protestante, il avait aiguillé sa carrière vers l’administration publique.
Se libérant assez tôt des disciplines officielles pour se consacrer à ses intérêts privés, il bénéficiait d’un large réseau parmi l’élite financière et les personnalités politiques de son temps ; sont souvent mentionnés dans son entourage les Cahen-d’Anvers, Ephrussi, Cernuschi.
Son attachement au domaine familial de Normandie avait fait de lui un terrien soucieux de participer activement à la vie rurale.
Amateur et collectionneur d’art, il joua aux côtés de ses amis Victor Chocquet, Charles Deudon et Charles Ephrussi, un rôle important dans le développement et l’émancipation du Mouvement Impressionniste.
Sa collection est mise en vente en mai 1905 à la galerie Georges Petit,.
« Souviens-toi de Paul Bérard, Deudon, Charles Ephrussi, quand je rapportai à Wargemont ma Baigneuse de Capri ! Ce qu’ils craignaient que je ne fasse plus des Nini ! ». (souvenirs de Renoir à Jacques-Emile Blanche, 1949, p. 435)

## Mécène et ami des impressionnistes
« Nous devons à Paul Berard beaucoup de gratitude. Nous arrivions chez lui une toile sous les bras Sisley, Pissarro, Renoir et moi-même vers onze heures du matin. Nous le trouvions en robe de chambre ayant passé sa matinée à ranger des porcelaines du XVIIIe siècle, des pièces d’orfèvrerie, des miniatures, des bibelots de ses collections qui paraient un intérieur auquel il était attaché de toute son âme. »
« Un matin, pendant que je traînaillais, M. Berard voulut bien me tenir compagnie. Son geste distingué, sa parole affable, son esprit cultivé, vous subjuguaient dès la première rencontre. Il parlait d'abondance des artistes qu'il avait aimés, des tendances d'art qu'il avait devinées et encouragées, de sa curiosité toujours en éveil, qui le poussait d'instinct là où il était certain de découvrir un effort indépendant. » Léon Roger-Milès, préface au catalogue de la vente de feu M. Paul Bérard, 1905

### Renoir
C’est très probablement dans le Salon des Charpentier et par l’entremise de Charles Deudon, que Paul Bérard fait en 1878 la rencontre d’Auguste Renoir.
La première œuvre commandée à l'artiste par Paul Bérard et son épouse est un portrait de leur fille ainée, Marthe.
Renoir sera invité à passer l’été suivant au Château de Wargemont. Démarrera entre l'artiste et Bérard qui deviendra son principal mécène, une relation durable, amicale et bienveillante. Suivront jusqu’en 1885 plusieurs séjours estivaux réguliers de l’artiste, dans un cadre propice à son épanouissement.
Dans ce contexte, pour Paul Bérard et son épouse, Renoir réalisera les portraits de tous les membres de la famille durant les mois et années qui suivront. Les cousins et même certains membres du personnel passeront sous les pinceaux de l'artiste. Citons :    
- Leur fils André ; deux portraits en 1879

- Leur fille Marthe ; trois portraits en 1879 ; La Fillette à la ceinture bleue, Museu de Arte de Sao Paulo et La Petite Pêcheuse (2 versions), collections particulières.

- Leur fille Lucie ; portrait en 1883 (enfant en robe blanche, Art Institute of Chicago), portrait en 1884 (Fillette au tablier blanc, collection particulière).

- Leur fille Marguerite-Thérèse (Margot) : portait en 1879[9] Metropolitan Museum de New-York.

Ainsi que des compositions réunissant les enfants : en 1881 ; Croquis de têtes (les enfants Bérard) aujourd'hui au Clark Art Institute et en 1884 ; L'après-Midi des Enfants à Wargemont (Marguerite, Lucie et Marthe Bérard), grand format de la période Ingresque de Renoir qui fait la fierté de l'Alte Nationalgalerie de Berlin.
En Normandie chez les Bérard, Renoir se livre à des peintures de paysages dont certains figurent parmi ses chefs-d'œuvre. Il y réalise également de multiples natures mortes de fleurs ou de gibier. Il jouit de la liberté de pas peindre exclusivement pour ses hôtes et se voit présenté sous l'impulsion de Paul Bérard à de nombreux nouveaux commanditaires, citons parmi eux les Grimprel associés de la banque Bérard-Grimprel, Jacques-Emile Blanche, Léon Clapisson ou encore Albert Cahen-d'Anvers.
"Les échanges entre Renoir et Bérard sont une source irremplaçable" souligne Anne Distel, les deux hommes maintiendront en effet, pendant 25 années, jusqu'au décès de Paul Bérard une correspondance riche.
En 1898, Paul Bérard, Renoir, Monet et Durand-Ruel voyagent en Hollande où ils s'émerveillent des Rembrandt.
Renoir choisira Paul Bérard pour lui remettre la Légion d’honneur en 1901.
Au décès de Paul Bérard, sa collection est présentée aux enchères, chose qu'il avait organisé de son vivant. On compte alors six Monet, deux Berthe Morisot, trois Sisley et une vingtaine de Renoir, de ses années les plus significatives. N’y figurent pas certains portraits conservés par la famille et autres commandes et décorations pour le Château de Wargemont. Le nombre devait en réalité à cet instant avoisiner la trentaine d'œuvres de l’artiste.